# Amen (serie televisiva)
Amen  è una serie televisiva statunitense in 110 episodi trasmessi per la prima volta nel corso di 5 stagioni dal 1986 al 1991.
La serie è ambientata a Filadelfia, negli Stati Uniti; il protagonista è Ernest Frye, diacono di una chiesa protestante (interpretato da Sherman Hemsley).

## Personaggi

### Personaggi principali
- diacono Ernest Frye (110 episodi, 1986-1991), interpretato da	Sherman Hemsley.
- reverendo Reuben Gregory (110 episodi, 1986-1991), interpretato da	Clifton Davis.
- Thelma Frye (110 episodi, 1986-1991), interpretata da	Anna Maria Horsford.
- Amelia Hetebrink (110 episodi, 1986-1991), interpretato da	Roz Ryan.
- Rolly Forbes (109 episodi, 1986-1991), interpretato da	Jester Hairston.
- Casietta Hetebrink (88 episodi, 1986-1990), interpretata da	Barbara Montgomery.

### Personaggi secondari
- Clarence (10 episodi, 1990-1991), interpretato da	Bumper Robinson.
- Leola Forbes (6 episodi, 1987-1990), interpretata da	Montrose Hagins.
- Chris (5 episodi, 1988-1990), interpretato da	Tony T. Johnson.
- Alisa (5 episodi, 1986-1988), interpretata da	Sheekeena Smith.
- reverendo Crawford (5 episodi, 1986-1989), interpretato da	James Avery.
- Darryl (5 episodi, 1987-1988), interpretato da	Hakeem Abdul-Samad.
- Jackie Dunn (4 episodi, 1987-1989), interpretata da	Lynnie Godfrey.
- Leola Forbes (4 episodi, 1987), interpretata da	Rosetta LeNoire.
- Jason Lockwood (4 episodi, 1989-1991), interpretato da	Ron Glass.
- Josephine Gregory (4 episodi, 1989-1990), interpretata da	Jane White.
- Inga (3 episodi, 1989-1990), interpretata da	Elsa Raven.
- Winston (3 episodi, 1986-1987), interpretato da	E'Lon Cox.
- Roxanne Farley (3 episodi, 1988-1989), interpretata da	Jackée Harry.
- Lorenzo Hollingsworth (3 episodi, 1986-1987), interpretato da	Franklyn Seales.
- Howard (3 episodi, 1986-1987), interpretato da	Claude Brooks.
- Harry (3 episodi, 1987-1989), interpretato da	Alexander Folk.
- Marshall Whittaker (3 episodi, 1986-1991), interpretato da	John Hancock.
- Mary (3 episodi, 1986-1990), interpretata da	Renata Scott.
- Boy Scout #1 (3 episodi, 1987-1988), interpretato da	Tajh Abdul-Samad.
- Reverendo Johnny Jr. (3 episodi, 1987), interpretato da	Reverend William Hudson.
- Giudice Kalenski (3 episodi, 1989-1990), interpretato da	William Lanteau.
- Einstein (3 episodi, 1991), interpretato da	Ron Dortch.
- Darla (3 episodi, 1991), interpretata da	LaWanda Page.

## Produzione
La serie, ideata da Ed. Weinberger, fu prodotta da Carson Productions e girata negli studios della Paramount a Los Angeles, in quelli della Universal a Universal City in California e a Filadelfia, in Pennsylvania (sigla di apertura). Le musiche furono composte da André Crouch (autore del tema musicale gospel Shine On Me cantata da Vanessa Bell Armstrong) e Bruce Miller. I produttori esecutivi furono Bob Illes e James R. Stein. Tra le guest star sono inclusi MC Hammer, Kareem Abdul-Jabbar, Richard Roundtree, Halle Berry e Cuba Gooding Jr.. Nell'ultimo episodio compare James Brown che interpreta il suo brano I feel good!.

### Registi
Tra i registi della serie sono accreditati:
- Bill Foster (36 episodi, 1986-1989)
- Shelley Jensen (25 episodi, 1989-1990)
- John Sgueglia (15 episodi, 1990-1991)
- Lee Shallat Chemel (12 episodi, 1986-1987)
- John Robins (4 episodi, 1986-1987)
- Jules Lichtman (3 episodi, 1986-1990)
- Gary Shimokawa (3 episodi, 1990-1991)
- Herbert Kenwith (2 episodi, 1986-1987)
- Phil Ramuno (2 episodi, 1988)

## Distribuzione
La serie fu trasmessa negli Stati Uniti dal 1986 al 1991 sulla rete televisiva NBC. In Italia è stata trasmessa su reti locali con il titolo Amen.
Alcune delle uscite internazionali sono state:
- negli Stati Uniti il 27 settembre 1986 (Amen)
- nel Regno Unito il 30 gennaio 1988
- in Italia (Amen)

## Episodi
| Stagione         | Episodi | Prima TV USA | Prima TV Italia |
| ---------------- | ------- | ------------ | --------------- |
| Prima stagione   | 22      | 1986-1987    |                 |
| Seconda stagione | 21      | 1987-1988    |                 |
| Terza stagione   | 22      | 1988-1989    |                 |
| Quarta stagione  | 23      | 1989-1990    |                 |
| Quinta stagione  | 22      | 1990-1991    |                 |